# Wronów (gmina)
Wronów – dawna gmina wiejska istniejąca w XIX wieku w guberni lubelskiej. Siedzibą władz gminy był Wronów.
Za Królestwa Polskiego gmina Wronów należała do powiatu nowoaleksandryjskiego w guberni lubelskiej.
Gmina została zniesiona w 1874 roku, a jej obszar włączono do gminy Godów.